# トミー・ダグラス
トーマス・クレメント・“トミー”・ダグラス（Thomas Clement “Tommy” Douglas、1904年10月20日 – 1986年2月24日）は、カナダの政治家。1944年から1961年までサスカチュワン州において、北米では初の社会主義者の州首相として、カナダの建国史上初めて、ユニバーサルヘルスケア（包括的公衆医療制度）を取り入れた人物として知られ、「カナダの医療の父」として国民から高い尊敬を得ている。州首相を退任した後は、1961年から1971年まで、新民主党の党首を務めた。
2004年にカナダ放送協会が実施した「最も偉大なカナダ人」の調査では、1位に選ばれている。

## 活動初期
スコットランドのフォルカークで生まれる。1910年に家族でカナダへ移民し、ウィニペグに定住した。幼少期に、足に怪我を負った事が原因で骨髄炎に患い、切断も免れないといった状況にまで追い込まれた際に、とある外科医から、ダグラスの病気を研究材料として学生達を手術に立ち会わせる事を条件に、無料で治療を受ける事ができたという経験があった。この経験が、あらゆる人間が安心して健康な生活を送る為の医療を享受できる様にしなければならない、というダグラスの信念の基となった。
第一次世界大戦の間は、一時グラスゴーに戻っていたが、1919年に再びウィニペグの地を踏んだ。同年に、ウィニペグでゼネラル・ストライキの現場を目撃したが、その際警察官達が警棒や銃でデモ隊を鎮圧し、騎馬警察によって2人の市民が射殺されるといった光景を目の当たりにした。
1924年にブランドン大学に進学し、そこで社会的福音運動の影響を受ける様になった。1930年にブランドン大学を卒業した後は、1933年にマックマスター大学で社会学の修士号を取得した。卒業論文のテーマは、優生学の観点に基づいた「低能児家庭の問題」というもので、問題を解決する方法として、障害を抱える国民を精神的かつ身体的にも断種を行い、彼らを特定のキャンプに収容するといった様な内容を提案していた。しかし、1938年にナチス・ドイツを訪問して以降は、前述の様な思想を改め、生涯前述の論文に関しては一切言及せず、政治家となってからも、優生学に基づいた政策を実行する事は無かった。
以降は、サスカチュワン州のウェイバーンにあるカルバリー・バプティスト教会の牧師となった。世界恐慌の渦中で、ダグラスは社会主義に傾倒するようになり、この頃に社会主義政党である協同連邦党（新民主党の前身）に入党した。1935年には、下院議員に選出された。
第二次世界大戦の勃発に伴い、カナダ軍に召集され、海外への派遣を志願したが、前述の骨髄炎による後遺症から、兵役を免除された。ちなみに、ダグラスが加わるはずだったウィニペグ連隊は、1941年の香港の戦いでメンバーの全員が死亡もしくは捕虜になるという結末をたどった。

## 州首相
1944年6月15日に実施されたサスカチュワン州議会の選挙において、協同連邦党は53議席中47議席を占め、7月10日にはダグラスが州首相に選ばれ、北米で初めて社会民主主義政府が成立することとなった。
以降、ダグラスの率いる協同連邦党は1960年までに実施された5つの選挙において、圧倒的な勝利を続けた。
在任中は
- 公的な電力供給会社を設立し、地理的に孤立した農場や村にまで電気を供給する長期的なプログラムを実施する。
- 公的な自動車保険会社の設立。
- その他、既存の民間企業を競合する多数の公社の設立。
- 公益事業の一本化を容認する法律の制定。
- 市民全員に、無償で医療サービスを提供する。
- あらゆる暴力から保護され、基本的人権と平等権の保障される事を制定したサカスチュワン権利章典の制定を、国際連合による世界人権宣言の採択より18ヶ月先駆けて行う。

といった進歩的な政策を次々と実行し、サスカチュワン州を「北米の社会的実験室」として、その名を轟かせることに一役買った。

### 包括的医療制度
ダグラスが最も重要視した政策は、公衆医療政策に関連するものだった。1962年に導入された包括的医療保障制度は、多くの論難を呼び起こし、医師達のストライキを呼び起こすこととなった。医師達は、同制度が自分達の収入の大幅な減少と、政府による医療に対する過剰なまでの干渉を懸念していたが、同制度の導入前は、州の人口の60%から63%しか民間もしくは公的な医療保障を受けることが出来ていなかった。
このような政策は、ダグラスの後継者である、ウッドロウ・ロイドによって継承され、1958年に首相に就任したジョン・ディーフェンベーカーは、サスカチュワン州以外の地域でも、同制度を導入する場合は、費用の50%を連邦政府の補助金によって賄われる、といった法案を制定した。1964年には、最高裁判所が同制度を国家全体で制定するよう勧奨し、1966年にはレスター・B・ピアソン首相によって、費用の50%を連邦政府が負担し、残りを地方政府が負担するといった公衆医療政策が実施されるようになった。

## 新民主党党首

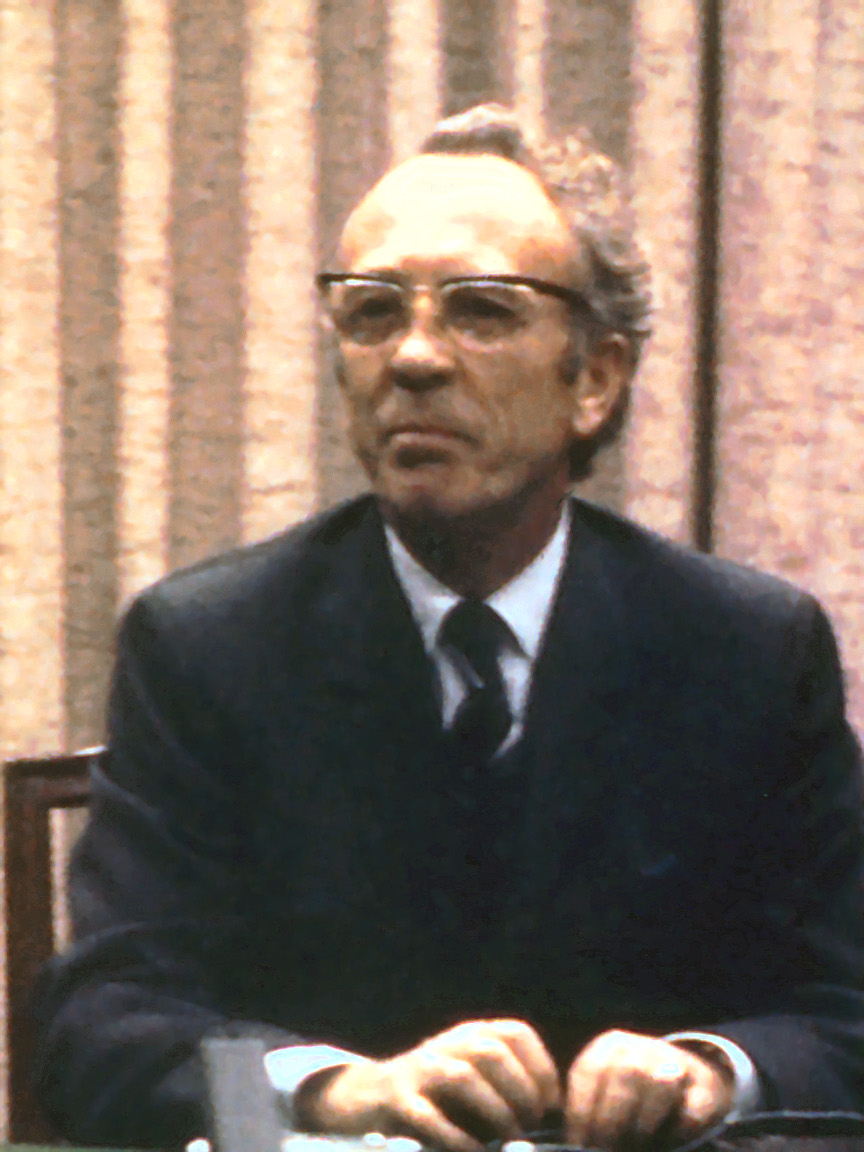
1971年

協同連邦党は、1961年にカナダ労働者会議と合併して新民主党を結党し、初の党大会においてダグラスが党首に選出された。翌1962年の下院議員選挙においてレジャイナ市の選挙区から出馬したものの落選し、後にブリティッシュコロンビア州の補欠選挙において当選を果たした。
その後は、1963年と1965年の選挙において当選を果たしたものの、1968年にはバーナビー・シーモア選挙区において再び落選し、同年に行われたナナイモ・カウチン選挙区における補欠選挙において当選を果たした。1971年に党首を辞任した後も、同選挙区での議席を保持し続け、1979年に政界引退を表明した。

## その他
- 1962年には母校であるサカスチュワン大学から、1980年にはカールトン大学から、それぞれ名誉法学博士号、1981年にはカナダ勲章を授与されている。
- 娘のシャーリー・ダグラスは俳優のドナルド・サザーランドと結婚した。同じく俳優のキーファー・サザーランドは2人の間の子でトミーの孫にあたる。